# 워크룸 프레스
워크룸 프레스는 대한민국 서울을 근거로 활동하는 그래픽 디자인 스튜디오 워크룸에서 운영하는 출판사다. 2008년 미술가와 협업해 만드는 ‘라이카’ 시리즈를 펴내기 시작했고, 2011년 『전쟁 교본』을 출간하며 출판 활동을 본격화해 미술, 디자인, 사진, 인문 관련 도서를 펴냈다. 2023년 기준으로 편집자 2명, 디자이너 2명, 총 4명으로 구성되어 있다.

## 역사
워크룸 프레스의 운영사인 워크룸은 안그라픽스와 민음사의 세미콜론에서 근무하던 디자이너와 편집자가 2006년 12월 함께 설립한 디자인 스튜디오다. 첫 작업이었던 국립현대미술관 산하 덕수궁미술관에서 열린 장 뒤뷔페의 전시 디자인을 시작으로 전시 도록과 포스터 작업을 중심으로 활동했다. 이후 연극, 무용 등 문화 전반으로 그 범위를 확장했다. 2011년부터는 김형진과 박활성을 중심으로 워크룸 프레스를 통해 본격적인 출판 활동을 시작했다. 2013년, 그래픽디자인 듀오 슬기와 민이 운영하는 스펙터 프레스와 공동 임프린트 ‘작업실유령’을 시작했고, 2014년 문학 총서 ‘제안들’을 시작으로 D. A. F. 드 사드 전집(2015~ ), 사뮈엘 베케트 선집(2016~ ), 한국 문학 총서 ‘입장들’(2018~ ) 등으로 그 범위를 넓혔다.

## 주요서적
워크룸 프레스
- 『폴 랜드와의 대화』(2009)
- 『전쟁 교본』(2011)
- 『페가서스 10000마일』(2012)
- 『카페 림보』(2012)
- 『능동적 도서: 얀 치홀트와 새로운 타이포그래피』(2013)
- 문학총서 ‘제안들’(2014~ )
- 『마이크로타이포그래피』(2015)
- 『아수라장의 모더니티』(2015)
- 사뮈엘 베케트 선집(2016~ )
- 『스크린의 추방자들』(2016)
- 실용 총서(2018~ )
- 한국 문학 총서 ‘입장들’(2018~ )
- 『한국 괴물 백과』(2018)

작업실유령
- 『트랜스포머』(2013)
- 『잠재문학실험실』(2013)
- 『레트로 마니아』(2014)
- 『이제껏 배운 그래픽 디자인 규칙은 다 잊어라. 이 책에 실린 것까지.』(2017)
- 『음악의 사물들』(2019)
- 『현대 타이포그래피』(2020)

## 수상
2008년 『아뜰리에 보고전 - 천송이 꽃을 피우자』로 코리아 디자인 어워드 그래픽 부문 수상
2014년 문학총서 ‘제안들’로 코리아 디자인 어워드 그래픽 부문 수상
2017년 ‘사뮈엘 베케트 선집’으로 파주북어워드 출판미술상 수상
2020년 『거대도시 서울 철도』로 제61회 한국출판문화상 저술 학술 부문 수상
2020년 『thisisneverthisisneverthat』 ‘한국에서 가장 아름다운 책’ 10선 중 하나로 선정
2021년 한국출판인회의 주관 ‘2021 올해의 출판인’ 디자인 부문 수상
2022년 ‘사뮈엘 베케트 선집’이 ‘한국에서 가장 아름다운 책’ 10선 중 하나로 선정
2023년 ‘한국에서 가장 아름다운 책(Best Book Design from Korea)’ 전시 기획 및 디자인으로 코리아 디자인 어워드 그래픽 부문 수상